# Gabriela Andrukonis
Gabriela Andrukonis (ur. 1 września 2002) – polska lekkoatletka specjalizująca się w rzucie oszczepem.
W 2019 roku triumfowała podczas olimpijskiego festiwalu młodzieży Europy w Baku, bijąc rekord Polski w kategorii U18.
Medalistka ogólnopolskiej olimpiady młodzieży i reprezentantka kraju w meczach międzypaństwowych.

## Rekordy życiowe
Stan na 2023-05-21.
| Konkurencja    | Konkurencja  | Wynik [m] | Data          | Miejsce | Uwagi             |
| -------------- | ------------ | --------- | ------------- | ------- | ----------------- |
| rzut dyskiem   | rzut dyskiem | 32,30     | 21 maja 2022  | Poznań  |                   |
| rzut oszczepem | 500 g        | 58,77     | 26 lipca 2019 | Baku    | rekord Polski U18 |
| rzut oszczepem | 600 g        | 57,04     | 20 maja 2023  | Poznań  |                   |

## Osiągnięcia
| Rok  | Impreza                              | Miejsce | Pozycja    | Wynik         |
| ---- | ------------------------------------ | ------- | ---------- | ------------- |
| 2019 | Olimpijski festiwal młodzieży Europy | Baku    | 1. miejsce | 58,77 (500 g) |